# Flicky
Flicky (フリッキー?, Furikkī) è un videogioco arcade del 1984 sviluppato da SEGA, convertito poi per numerose piattaforme del tempo. La versione per Sega Mega Drive è inclusa in varie raccolte tra cui Sonic Mega Collection, Sega Mega Drive Collection e Sega Mega Drive Ultimate Collection, oltre a essere distribuita su Steam.
Il titolo è un platform nella quale si veste i panni dell'eponimo uccello blu, allo scopo di fargli raccogliere in ogni livello dei pulcini e portarli tutti sani e salvi verso l'uscita. Come nemici vi sono gatti e lucertole che possono disperderli e perdere una vita, ma può usare oggetti al momento presenti per proteggere se stesso e i pulcini dai pericoli.

## Camei
Il protagonista compare nel videogioco rompicapo Bloxeed e in altri titoli prodotti da SEGA. Nella serie Sonic the Hedgehog viene introdotta una razza di uccelli omonima, protagonista di Sonic 3D: Flickies' Island.